# 紅葉

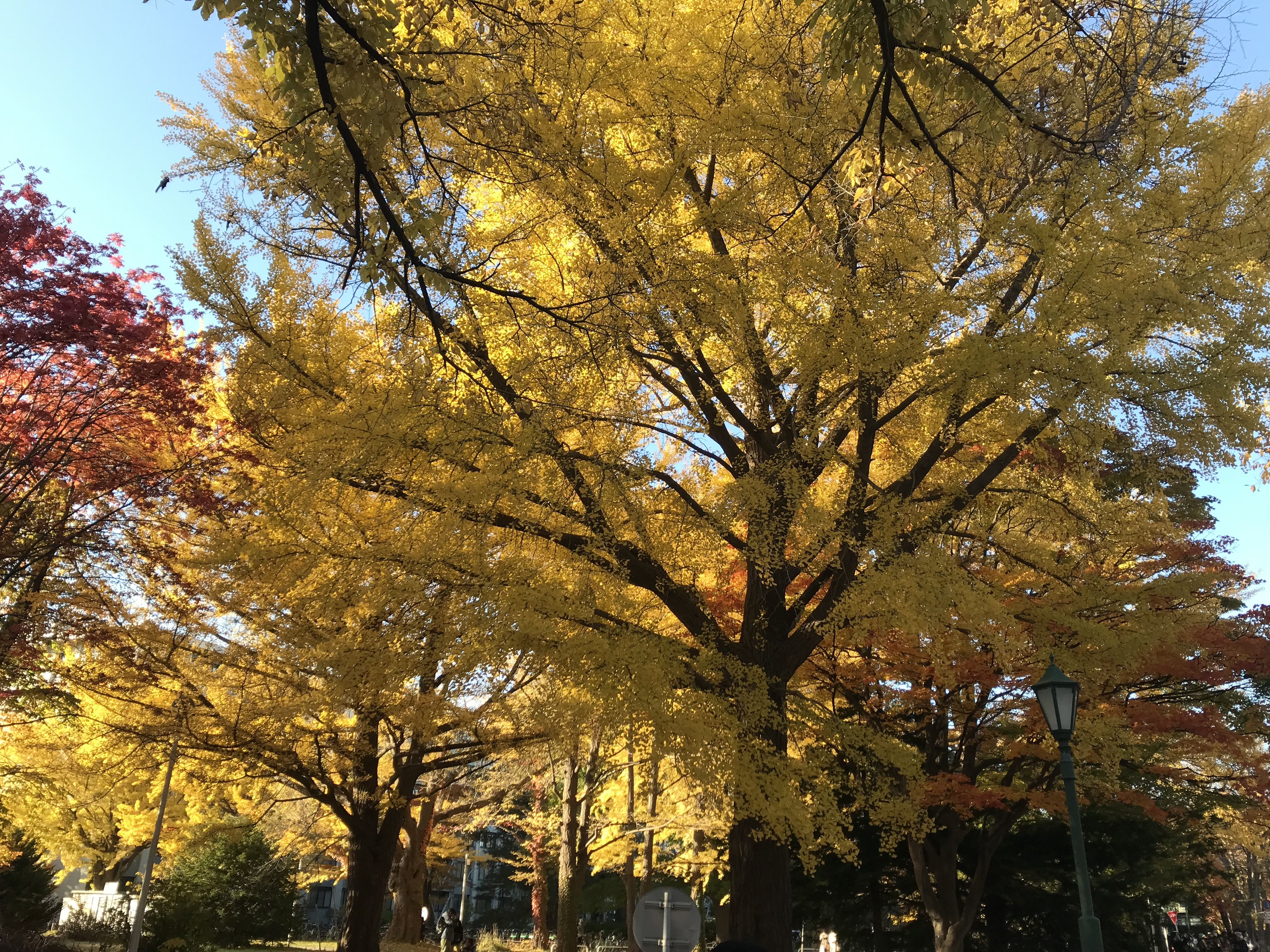
北大イチョウ並木の黄葉

紅葉（こうよう）、もみじ（紅葉、黄葉）は、主に落葉広葉樹が落葉の前に葉の色が変わる現象のこと。狭義には、黄色に変わるのを黄葉（こうよう、おうよう）、赤色に変わるのを紅葉（こうよう）、褐色に変わるのを褐葉（かつよう）と呼ぶが、これらを厳密に区別するのが困難な場合も多く、いずれも「紅葉」として扱われることが多い。

## 概要
一般に落葉樹のものが有名であり、秋に一斉に紅葉する様は観光の対象ともされる。カエデ科の数種を特にモミジと呼ぶことが多いが、実際に紅葉が鮮やかな木の代表種である。また、秋になると草や低木の葉も紅葉し、それらを総称して草紅葉（くさもみじ）ということがある。
同じ種類の木でも、生育条件や個体差によって、赤くなったり黄色くなったりすることがある。葉が何のために色づくのかについては、植物学的には葉の老化反応の一部と考えられている。
なお、常緑樹も紅葉するものがあるが、緑の葉と一緒の時期であったり、時期がそろわなかったりするため、目立たない。ホルトノキは、常に少数の葉が赤く色づくのが見分けの目安になっている。常緑針葉樹であるスギやコノテガシワは冬には茶色に変色する。
日本における紅葉は、9月頃から北海道の大雪山を手始めに始まり、徐々に南下する。紅葉の見頃の推移を桜前線と対比して紅葉前線（こうようぜんせん）と呼ぶ。紅葉が始まってから完了するまでは約1か月かかる。見頃は開始後20 - 25日程度で、時期は北海道から北陸では10月上旬から11月上旬、関東から九州では11月中旬から12月中旬まで。
ただし、山間部や内陸では朝晩の冷え込みが起こりやすいために、通常これより早い。

## 紅葉のメカニズム

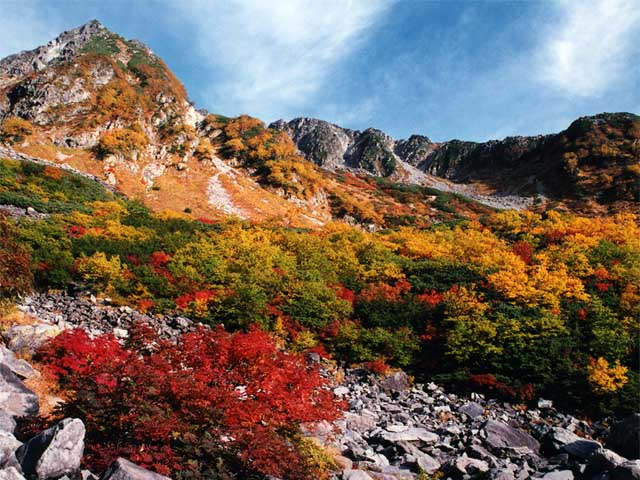
赤は主にナナカマド・黄色は主にダケカンバ（穂高連峰涸沢岳）

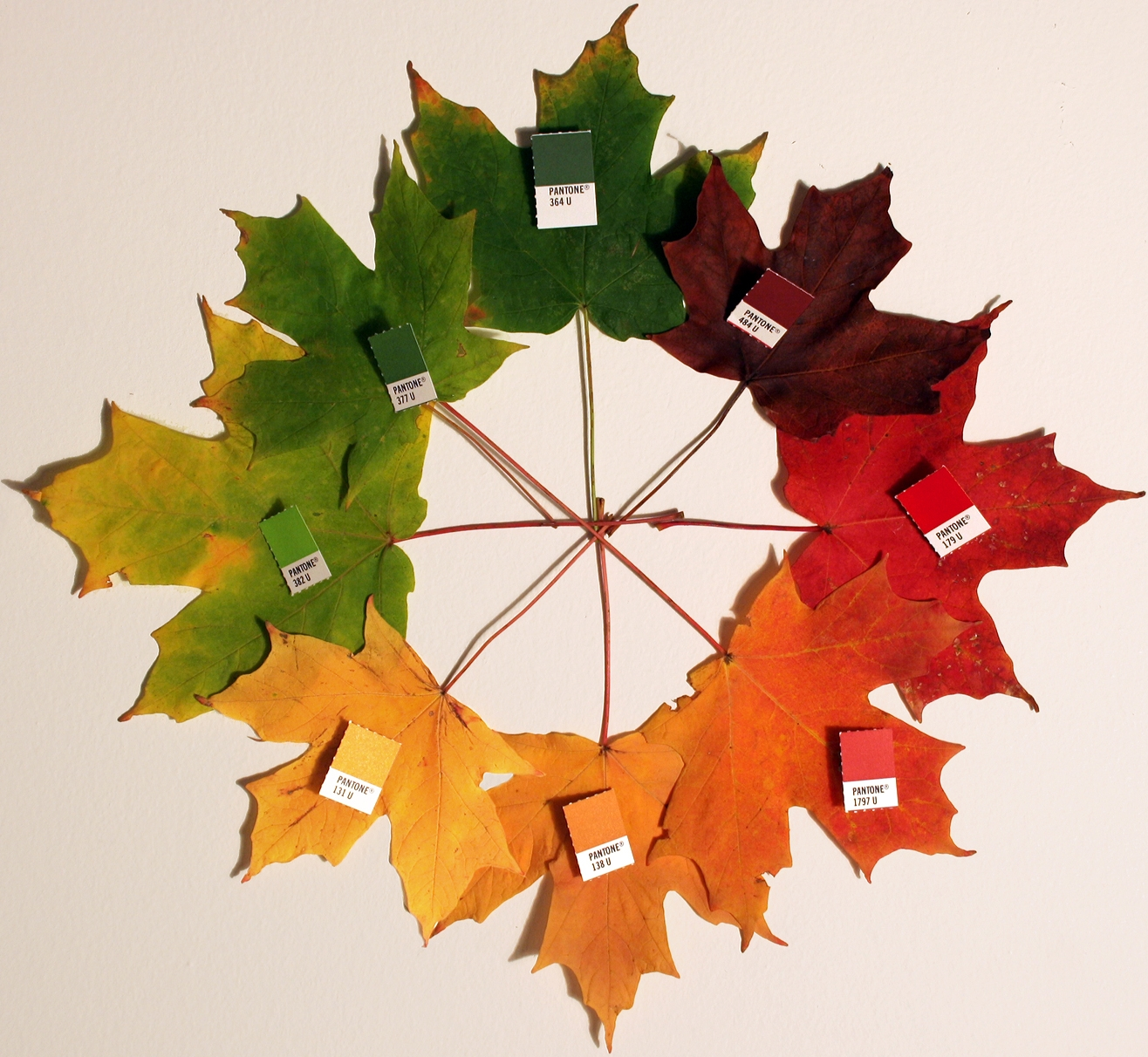
サトウカエデの紅葉の各段階

葉が緑色に見えるのは光合成の装置にクロロフィルが含まれるからである。夏の間、光を吸収して活発に光合成を行い、栄養を生む。
落葉樹の葉では、秋になり日照時間が短くなるとクロロフィルが分解される。これは植物学的には葉の老化反応の過程と見なされ、気象条件が光合成に適さない冬を迎える前に起こる。この過程では光合成の装置などが分解され、葉に蓄えられた栄養も合わせて幹へと回収される。翌年の春にこれらは再利用される。この過程中に生じる働きが紅葉、黄葉、褐葉を生む原因となる。
なおこれらが十分に回収された後、葉柄の付け根に植物ホルモンの1つエチレンの働きによって離層ができ、枝から切り離される。これによって、無駄な水分やエネルギーが冬の間に消費されることを防ぐ。
植物の葉は「カロテノイド」色素などを使って光の害から自分自身を守る仕組みを備えているが、葉の老化過程ではこれらも分解されるため、対処として葉を守る働きが必要となる。
なおこれは離層ができる前の過程である。また「葉柄の付け根に離層ができ、葉で作られた糖類やアミノ酸類が葉に蓄積し、その糖から新たな色素が作られる」とする俗説は誤りである。
紅葉、黄葉、褐葉の違いは、植物によってそれぞれの色素を作り出す能力の違いと、気温、水湿、紫外線などの自然条件の作用による酵素作用発現の違いが、複雑にからみあって起こる現象とされる。

### 紅葉の原理
葉の赤色は色素「アントシアン」に由来する。アントシアンは春から夏にかけての葉には存在せず、老化の過程で新たに作られる。アントシアニンは光の害から植物の体を守る働きを持っているため、老化の過程にある葉でクロロフィルやカロテノイドを分解する際に、葉を守るために働くと考えられている。

### 黄葉の原理
葉の黄色は色素「カロテノイド」による。カロテノイド色素系のキサントフィル類は若葉の頃から葉に含まれるが、春から夏にかけては葉緑素の影響により視認はできない。秋に葉のクロロフィルが分解することにより、目につくようになる。カロテノイド色素も光による害から植物を守るために機能している。

### 褐葉の原理
- 黄葉と同じ原理であるが、タンニン性の物質（主にカテコール系タンニン、クロロゲン酸）や、それが複雑に酸化重合したフロバフェンと総称される褐色物質の蓄積が目立つためとされる。
- 黄葉や褐葉の色素成分は、量の多少はあるがいずれも紅葉する葉にも含まれており、本来は紅葉するものが、アントシアンの生成が少なかったりすると褐葉になることがある。

## 紅葉と進化
紅葉の至近要因については知られているが、そもそもなぜ紅葉があるのか、紅葉の進化的要因、進化的機能については長らく研究対象となってこなかった。
1999年（平成11年）に北半球の262の紅葉植物とそれに寄生するアブラムシ類の関係が調べられ、紅葉色が鮮やかであるほどアブラムシの寄生が少ないことが発見された。
紅葉の原因となるアントシアンやカロテノイドはそれを合成するのに大きなコストが掛かるが、直接害虫への耐性を高めるわけではない。またアブラムシは樹木の選り好みが強く、一部の種は色の好みもあるとわかっている。そのため、紅葉は自分の免疫力を誇示するハンディキャップ信号として進化した、つまり「十分なアントシアンやカロテノイドを合成できる自分は耐性が強いのだから寄生しても成功できないぞ」と呼びかけているとみなせる。
アブラムシ以外の寄生者に対するハンディキャップ効果はまだ調べられていない。紅葉の進化的機能についてはまだ議論が続いている。

## 紅葉する植物
- 紅葉：カエデ科（イロハモミジ、ハウチワカエデ、サトウカエデ、メグスリノキ）・ニシキギ科（ニシキギ、ツリバナ）・ウルシ科（ツタウルシ、ヤマウルシ、ヌルデ）・ツツジ科（ヤマツツジ、レンゲツツジ、ドウダンツツジ）・ブドウ科（ツタ、ヤマブドウ）・バラ科（ヤマザクラ、ウワミズザクラ、ナナカマド）・スイカズラ科（ミヤマガマズミ、カンボク）・ウコギ科（タラノキ）・ミズキ科（ミズキ）
- 黄葉：イチョウ科（イチョウ）・カバノキ科（シラカンバ）・ヤナギ科（ヤナギ、ポプラ、ドロノキ）・ニレ科（ハルニレ）・カエデ科（イタヤカエデ）・ユキノシタ科（ノリウツギ、ゴトウヅル）
- 褐葉：ブナ科（ブナ、ミズナラ、カシワ）・スギ科（スギ、メタセコイヤ）・ニレ科（ケヤキ）・トチノキ科（トチノキ）・スズカケノキ科（スズカケノキ）

- 紅葉：イロハカエデ
（須磨離宮公園）
- 黄葉：イチョウ
（御堂筋）
- 褐葉：メタセコイア
（神戸市立森林植物園）

## 紅葉にまつわる文化

### もみじ（紅葉、黄葉）
もみじ（旧仮名遣い、もみぢ）は、上代語の「紅葉・黄葉する」という意味の「もみつ（ち）」（自動詞・四段活用）が、平安時代以降濁音化し上二段活用に転じて「もみづ（ず）」となり、現代はその「もみづ（ず）」の連用形である「もみぢ（じ）」が定着となった言葉である。
上代 - もみつ例
「子持山 若かへるての 毛美都（もみつ）まで 寝もと吾は思ふ　汝は何どか思ふ （万葉集）」
「言とはぬ 木すら春咲き 秋づけば 毛美知（もみち）散らくは 常を無みこそ （万葉集）」
「我が衣 色取り染めむ 味酒 三室の山は 黄葉（もみち）しにけり （万葉集）」
平安時代以降 - もみづ例
「雪降りて 年の暮れぬる 時にこそ つひにもみぢぬ 松も見えけれ （古今和歌集）」
「かくばかり もみづる色の 濃ければや 錦たつたの 山といふらむ （後撰和歌集）」
「奥山に 紅葉（もみぢ）踏みわけ 鳴く鹿の 声きく時ぞ 秋は悲しき（古今和歌集）」
秋口の霜や時雨の冷たさに揉み出されるようにして色づくため、「揉み出るもの」の意味（「揉み出づ」の転訛「もみづ」の名詞形）であるという解釈もある。

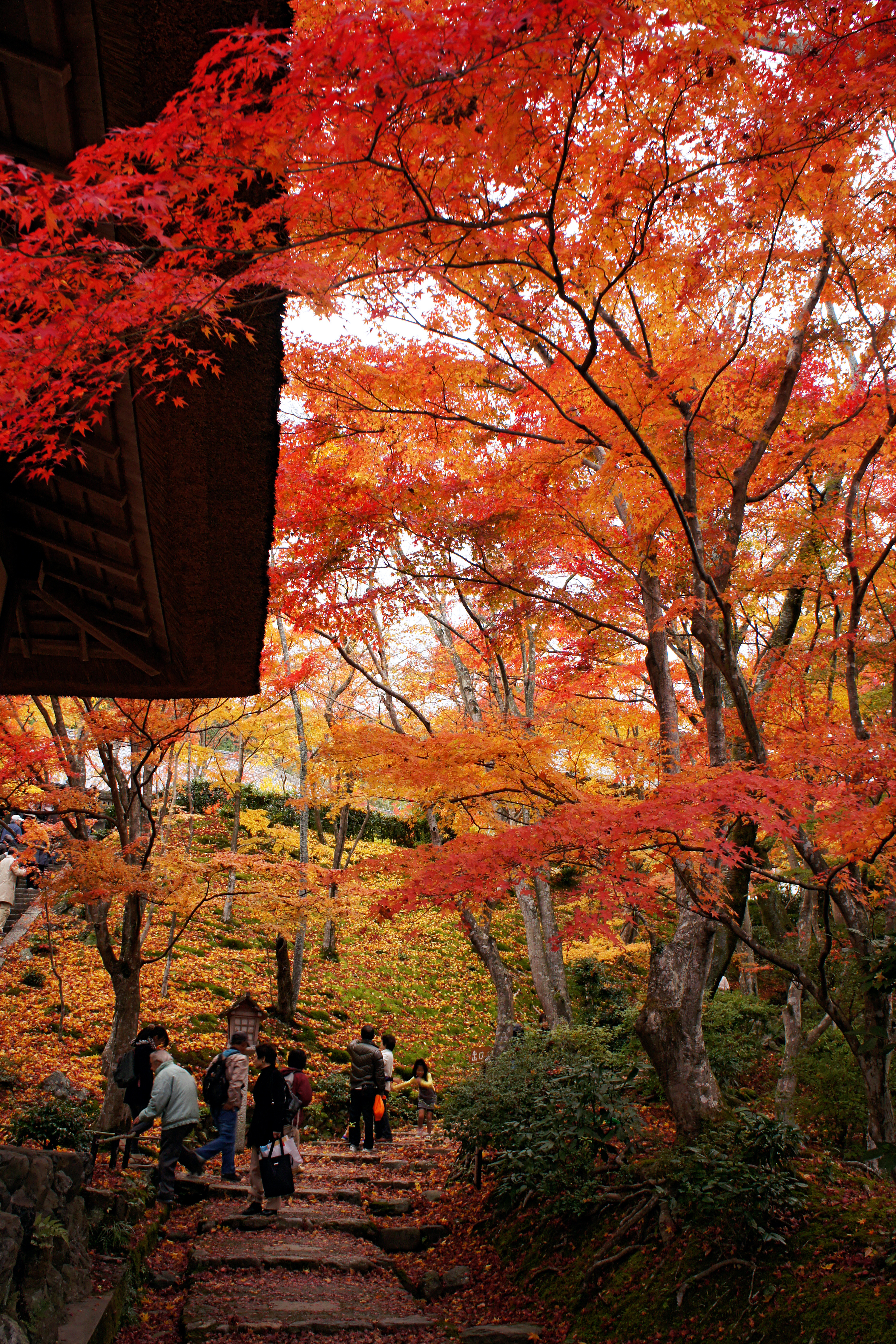
紅葉狩り（京都・常寂光寺）

### もみじ（紅葉、黄葉）狩り
日本では、紅葉の季節になると紅葉を見物する行楽、紅葉狩りに出かける人が多い。紅葉の名所と言われる場所、例えば奥入瀬（青森県）や日光（栃木県）、京都の社寺などは、行楽客であふれる。紅葉をめでる習慣は平安の頃から始まったとされ、特に京都市内では多くの落葉樹が植樹されている。また、「草紅葉」の名所としては四万十川や尾瀬、秋吉台等がある。「狩り」という言葉は「草花を眺めること」の意味をさし、平安時代には実際に紅葉した木の枝を手折り（狩り）、手のひらにのせて鑑賞する、という鑑賞方法があった。
実際に枝を折り取って持ち帰る行為は森林窃盗罪となる。
英語圏では、Leaf peepingと呼ばれ、秋に紅葉を目当ての観光が行われる。またフィンランドでは、ハイキングなどとともに紅葉を楽しむRuskaretki が行われる。

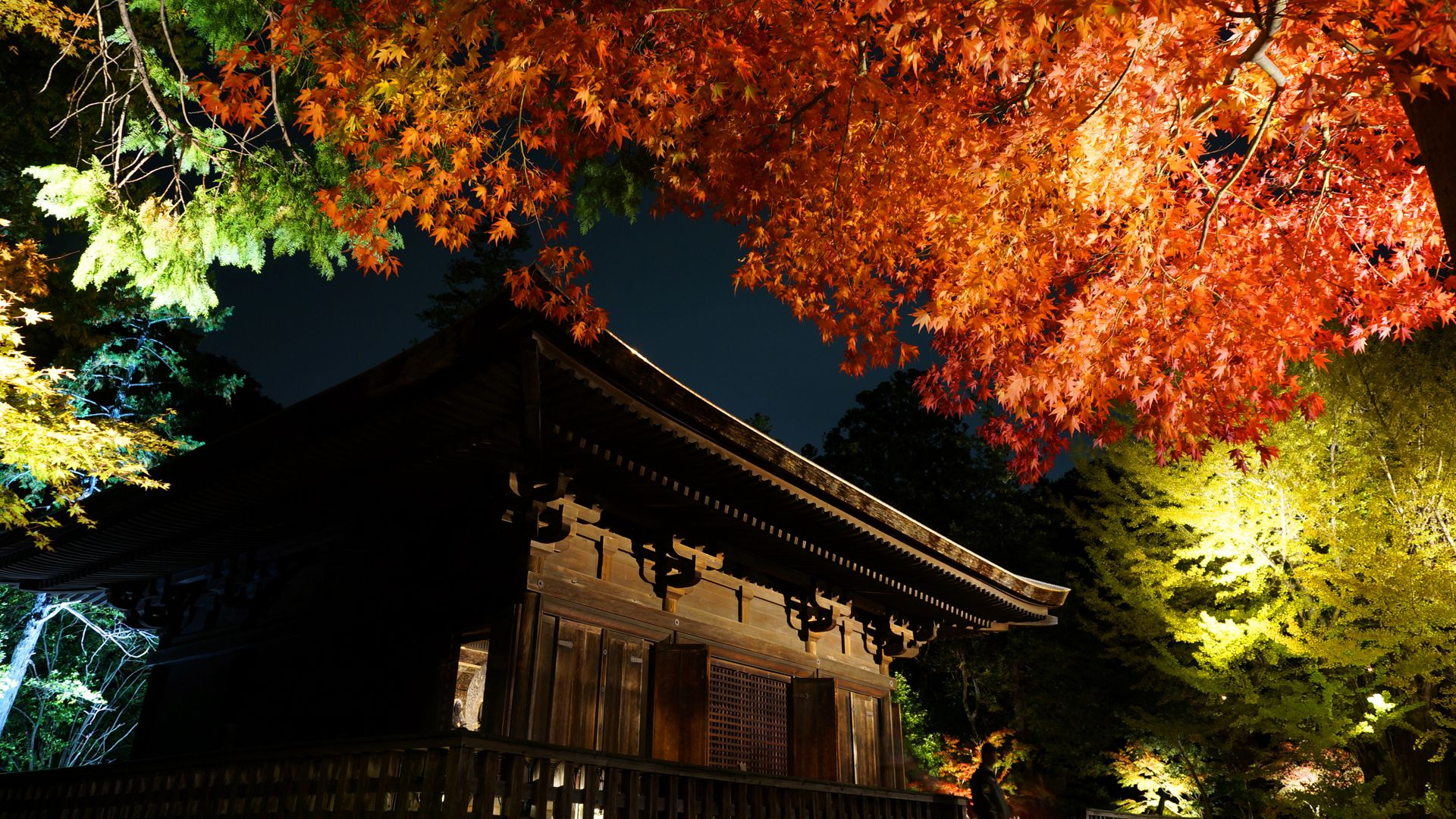
夜間に鑑賞する目的でライトアップされた紅葉の例（福島県・白水阿弥陀堂）

### もみじの天ぷら
大阪府箕面市では、「もみじの天ぷら」がお菓子として定着している。

### 芸術作品
日本において、古来より紅葉は和歌をはじめ、様々な芸術の題材となっている。関連項目の項を参照。

### 文様
紅葉紋は、日本では家紋や社寺の紋にも使用されている。上流公家の菊亭家の家紋や一族の由縁の施設の浄土真宗真宗山元派本山の證誠寺の寺紋、日蓮宗大本山の本圀寺の寺紋が代表格である。同様に三つ紅葉の寺紋の使用例は真言宗醍醐派大本山の転法輪寺寺紋や真宗興正派の勝覚寺寺紋である。歌舞伎一門の瀧乃屋市川家の四つ紅葉紋も存在する。
複数の紅葉の葉が配置された家紋の『三つ紅葉』や『四つ紅葉』の場合は基本、外側に葉の頭がある紋様を指す。一方『頭合わせ三つ紅葉』と呼ばれる葉の頭が内側の紋様は使用例が非常に少ない。

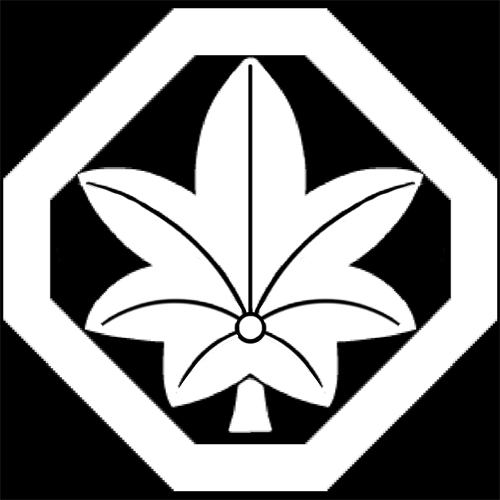
折敷に一つ紅葉紋
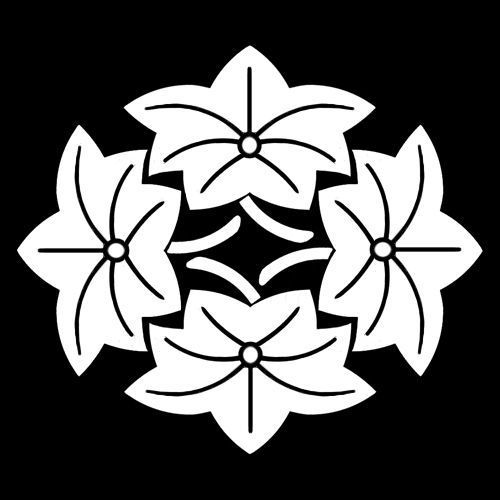
四つ紅葉
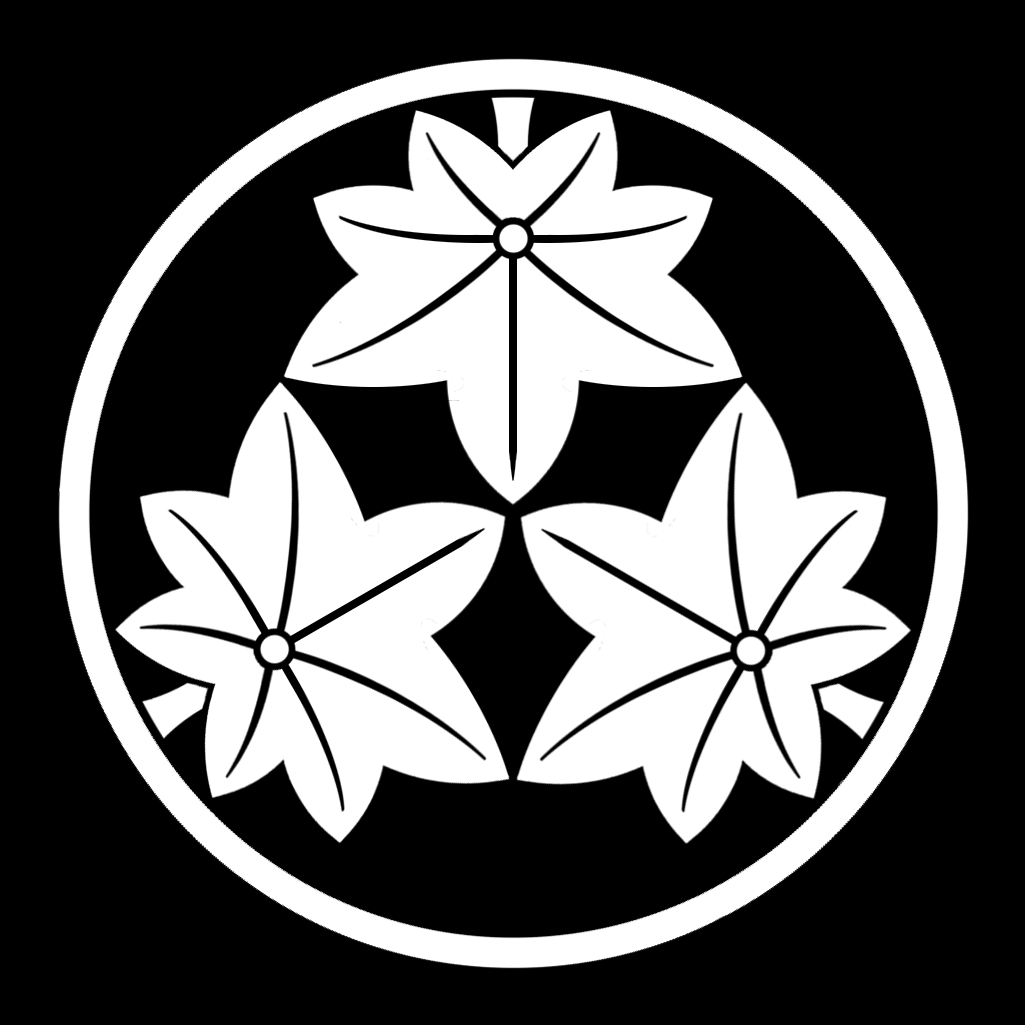
丸に頭合わせ三つ紅葉

## 日本国内の主な紅葉の名所
紅葉や黄葉が色づき始めるのに、日最低気温8℃以下（広葉樹）が必要。さらに5℃以下になると一気に進むとされる。美しい紅葉の条件には「昼夜の気温の差が大きい」「平地より斜面」「空気が汚れていない」「適度な水分」など光合成が行いやすい条件が必要である。紅葉の名所には上記の条件をよく満たす高原、渓谷、標高が高い湖沼・滝周辺にみられる。また、広い敷地・整備された庭がある寺社や公園にも名所がみられる。
社団法人日本観光協会は、約500か所の紅葉スポットを紹介している。これを基にした日本紅葉の名所100選がある。

### 北海道地方

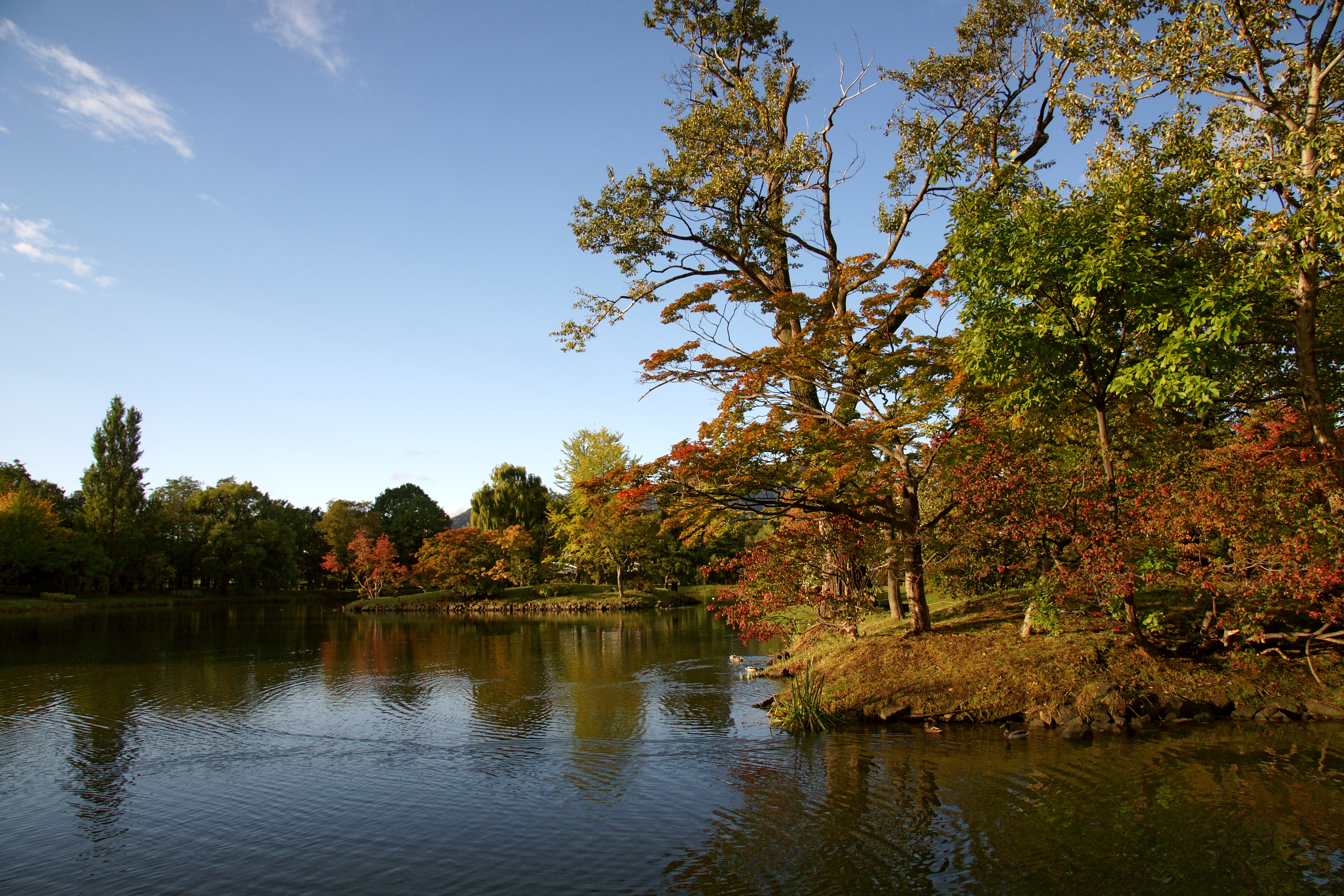
青葉公園（北海道千歳市）
- 支笏湖（北海道千歳市）
- 中島公園（北海道札幌市）
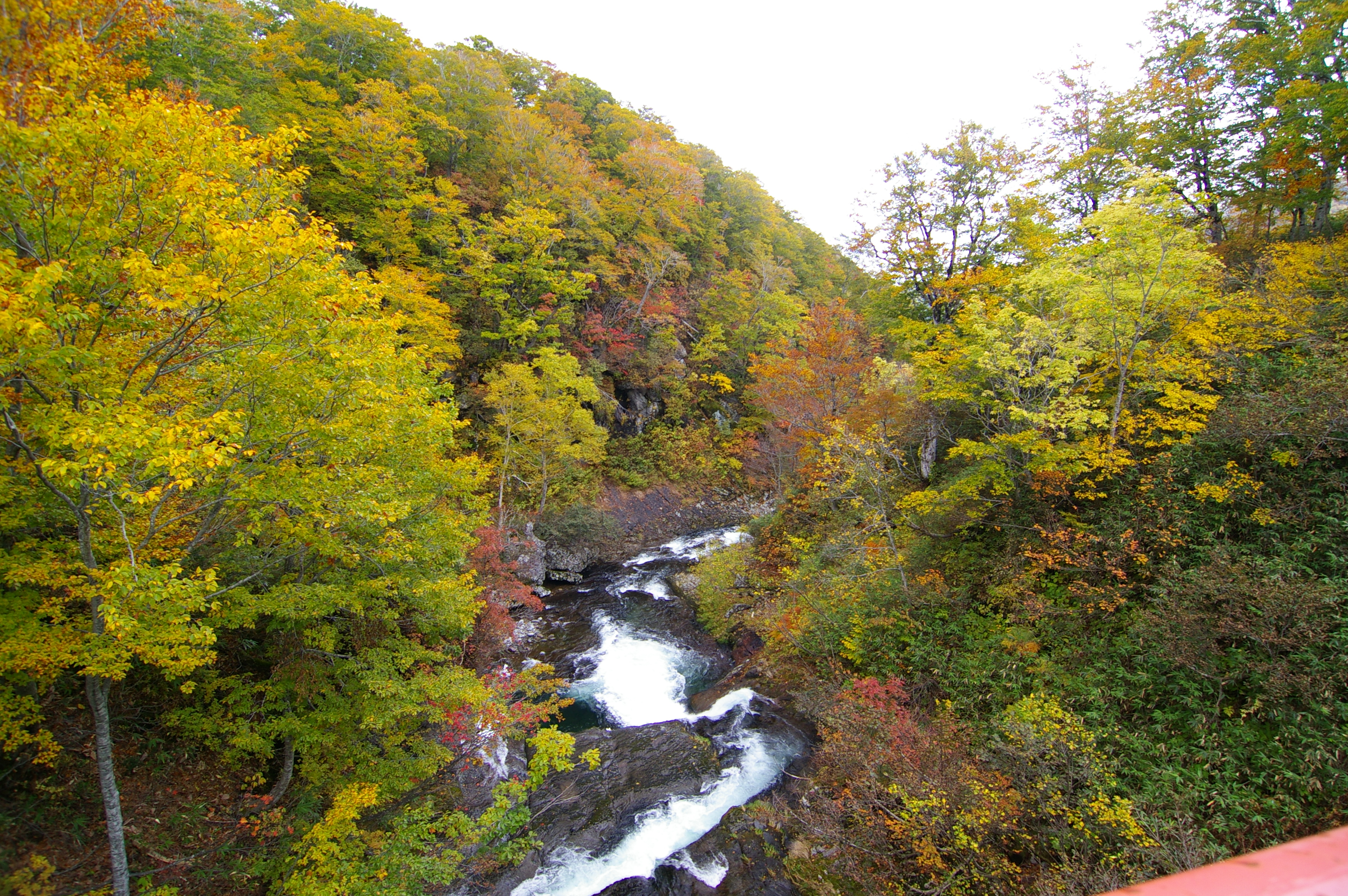
賀老高原ブナ原生林（北海道島牧村）
- 層雲峡紅葉谷
- 五色渓谷（北海道浦河町）

- 中島公園
- 賀老高原

### 東北地方
- 八甲田山（青森県）
- 十和田湖（青森県十和田市・秋田県小坂町）
- 夏油温泉（岩手県北上市）
- 中尊寺（岩手県平泉町）
- 角館、小波内渓谷（秋田県仙北市）
- 天元台（山形県米沢市）
- 磐梯高原（福島県）

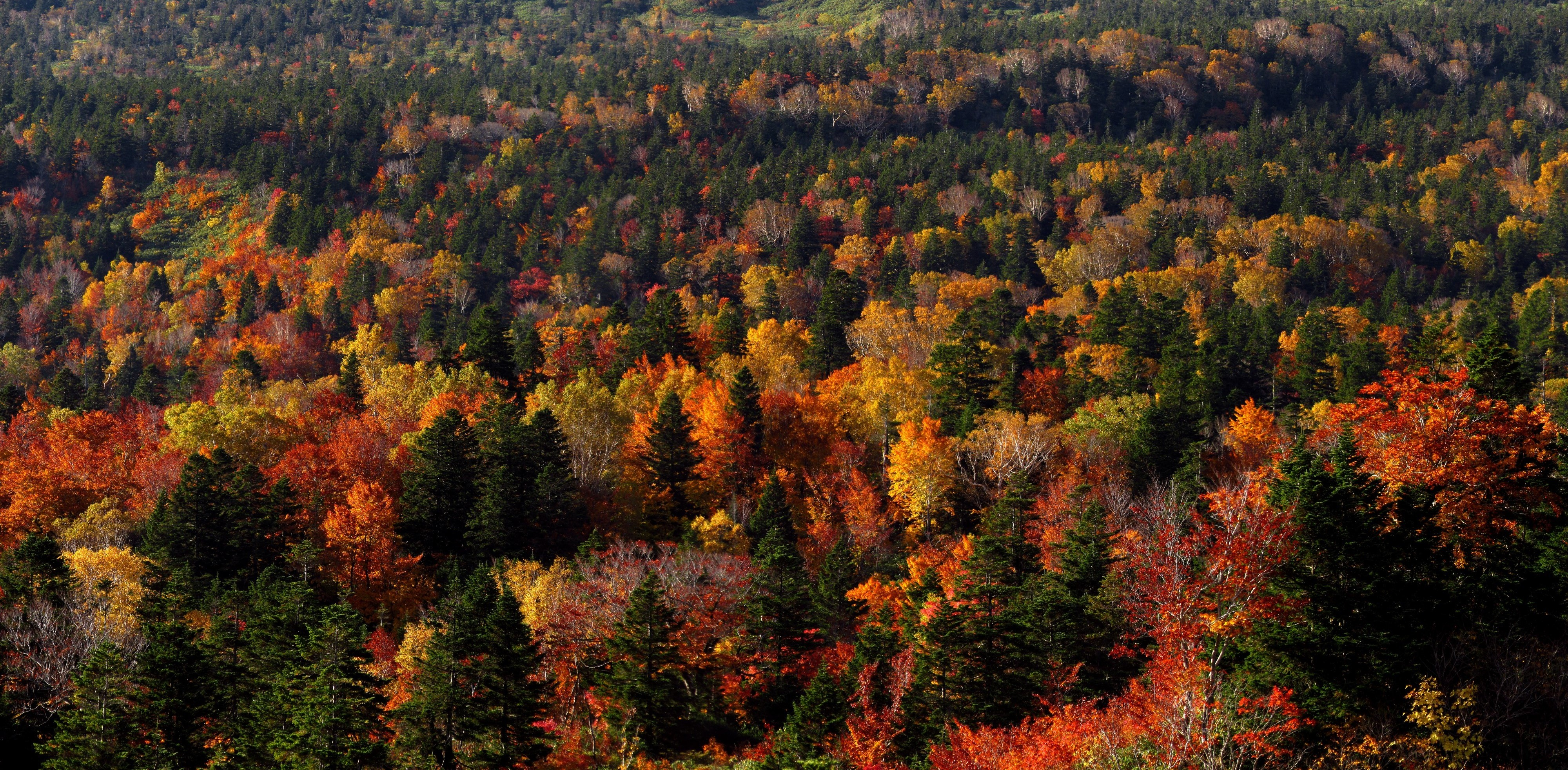
八甲田睡蓮沼周辺のモザイク状になった紅葉
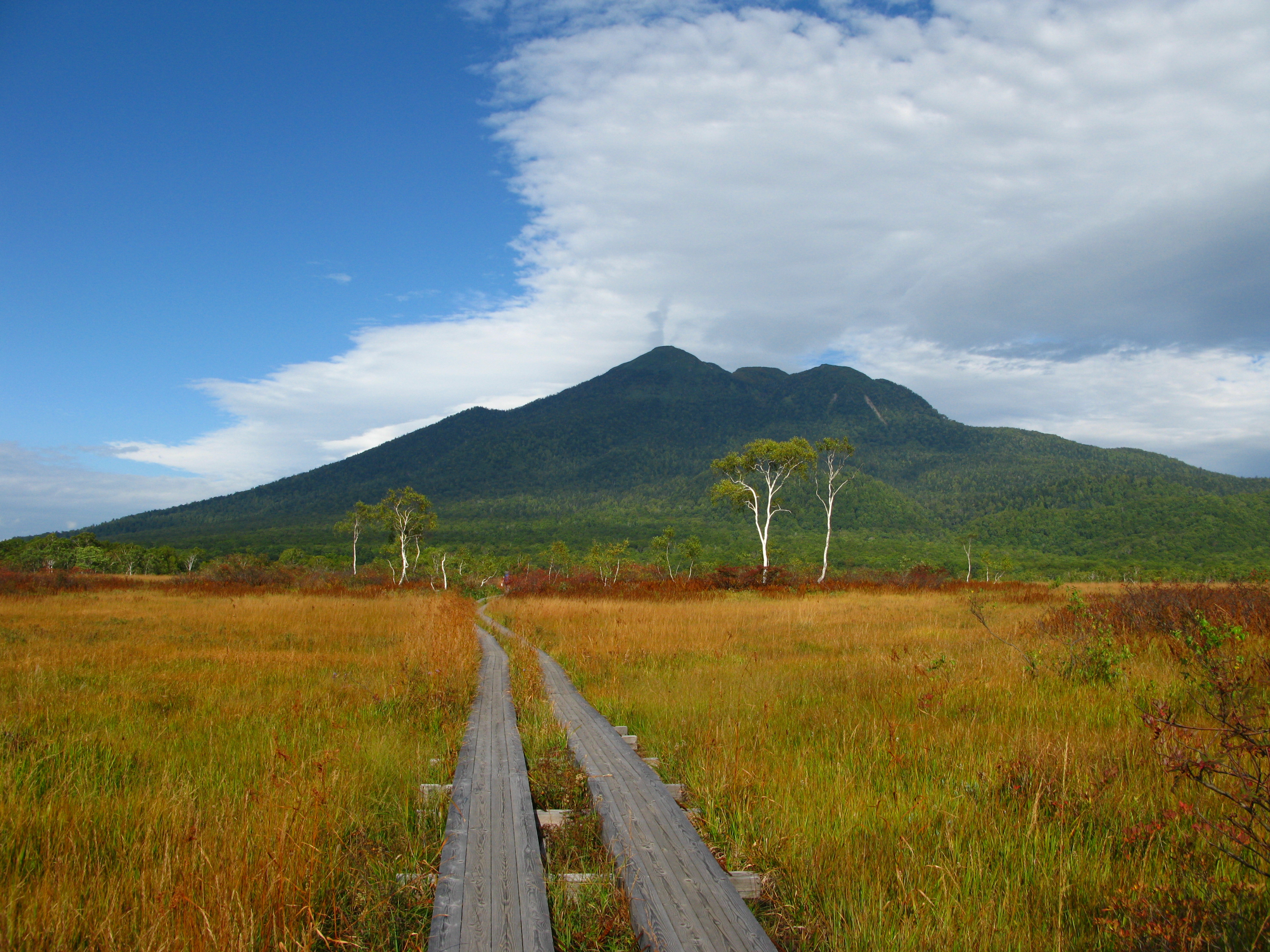
尾瀬ヶ原の草紅葉

### 関東地方
- 富士河口湖町（山梨県富士河口湖町もみじ回廊）
- 明治神宮外苑（東京都港区）
- 六義園（東京都文京区）
- 国営昭和記念公園 (東京都立川市)
- 那須高原（栃木県那須町）
- 梅ヶ瀬渓谷（千葉県市原市）
- 鎌倉（円覚寺、明月院、建長寺、源氏山公園ほか）（神奈川県鎌倉市）
- 紅葉台（山梨県鳴沢村）

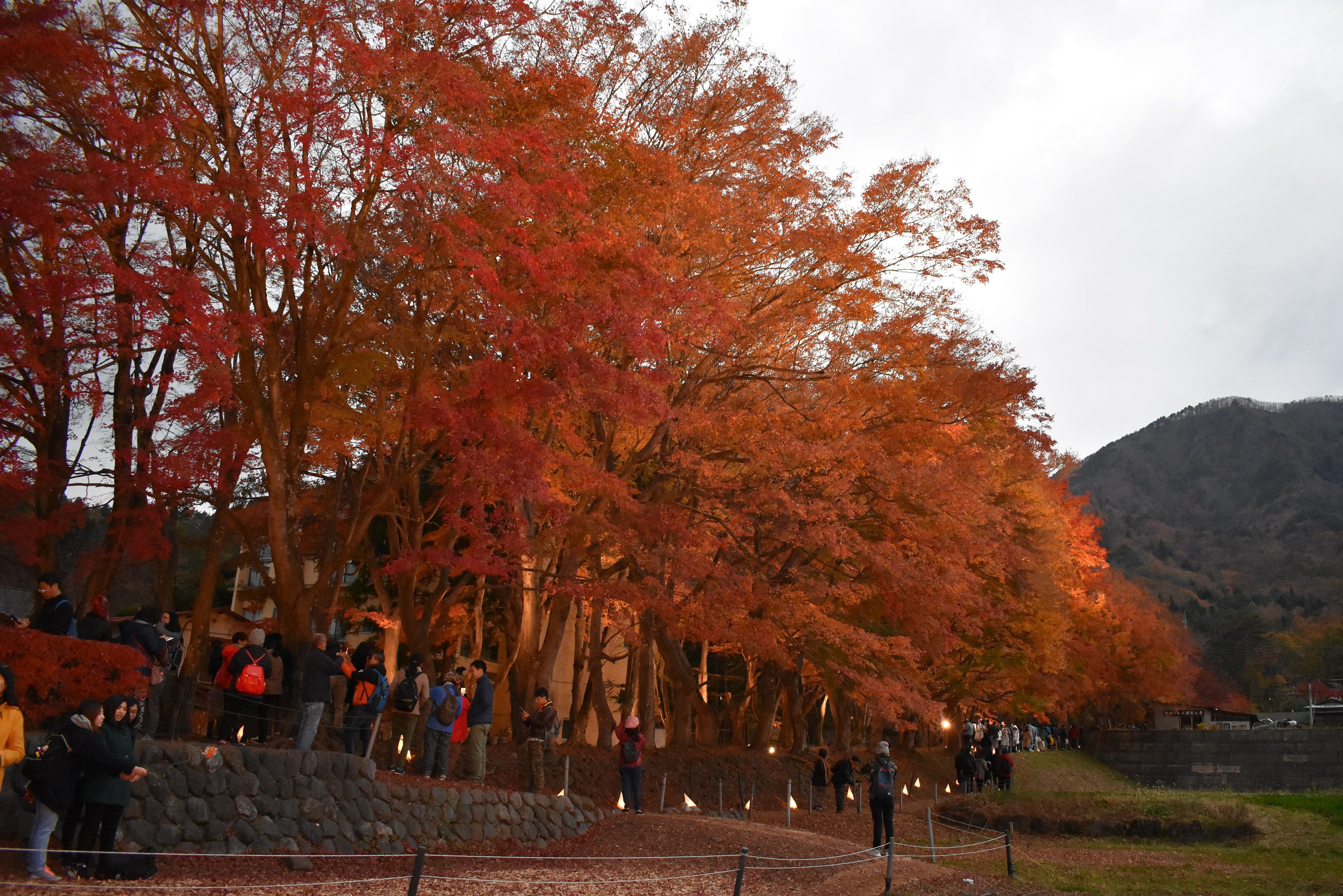
河口湖（2018年11月20日撮影）

### 中部地方

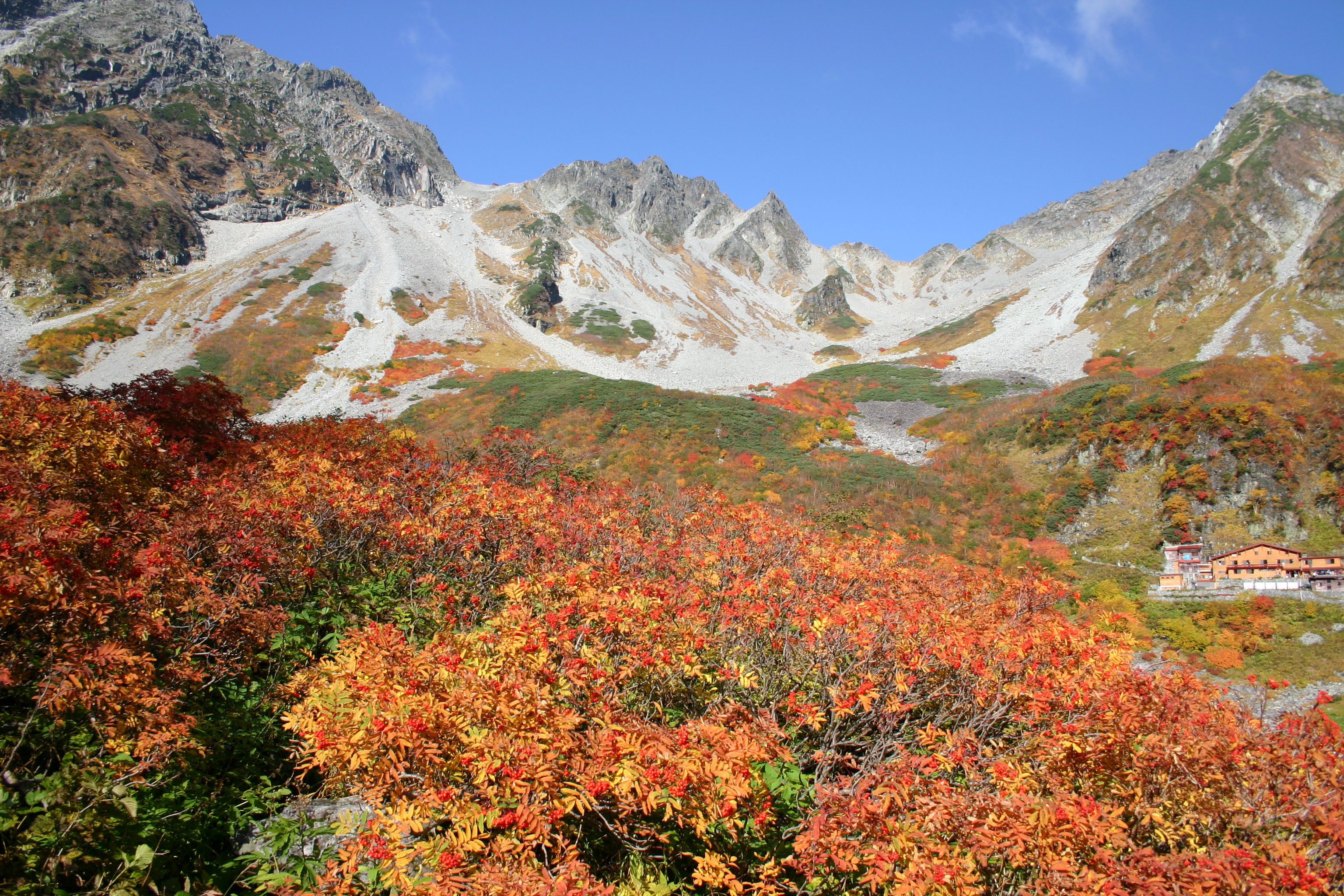
穂高連峰・涸沢岳
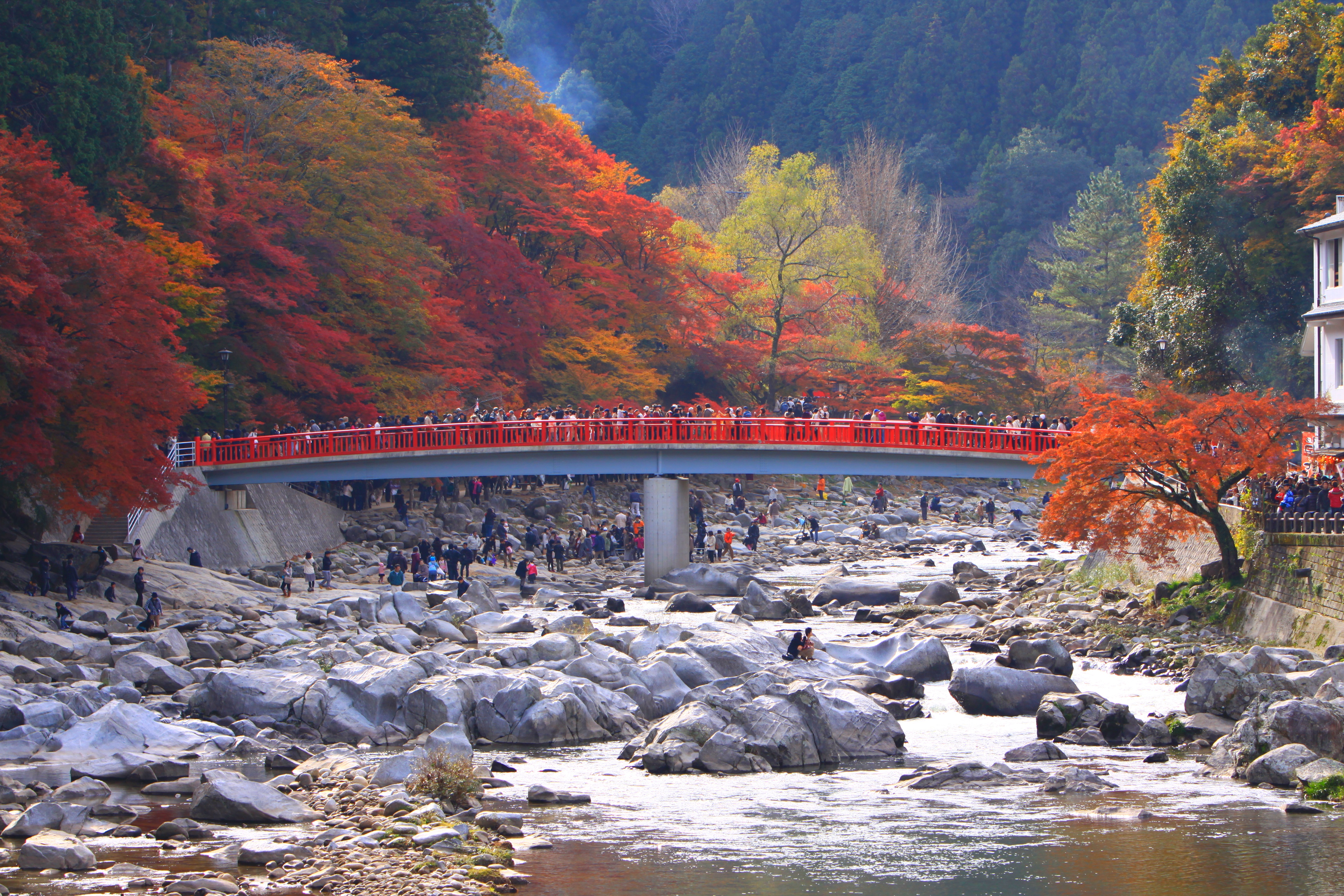
香嵐渓
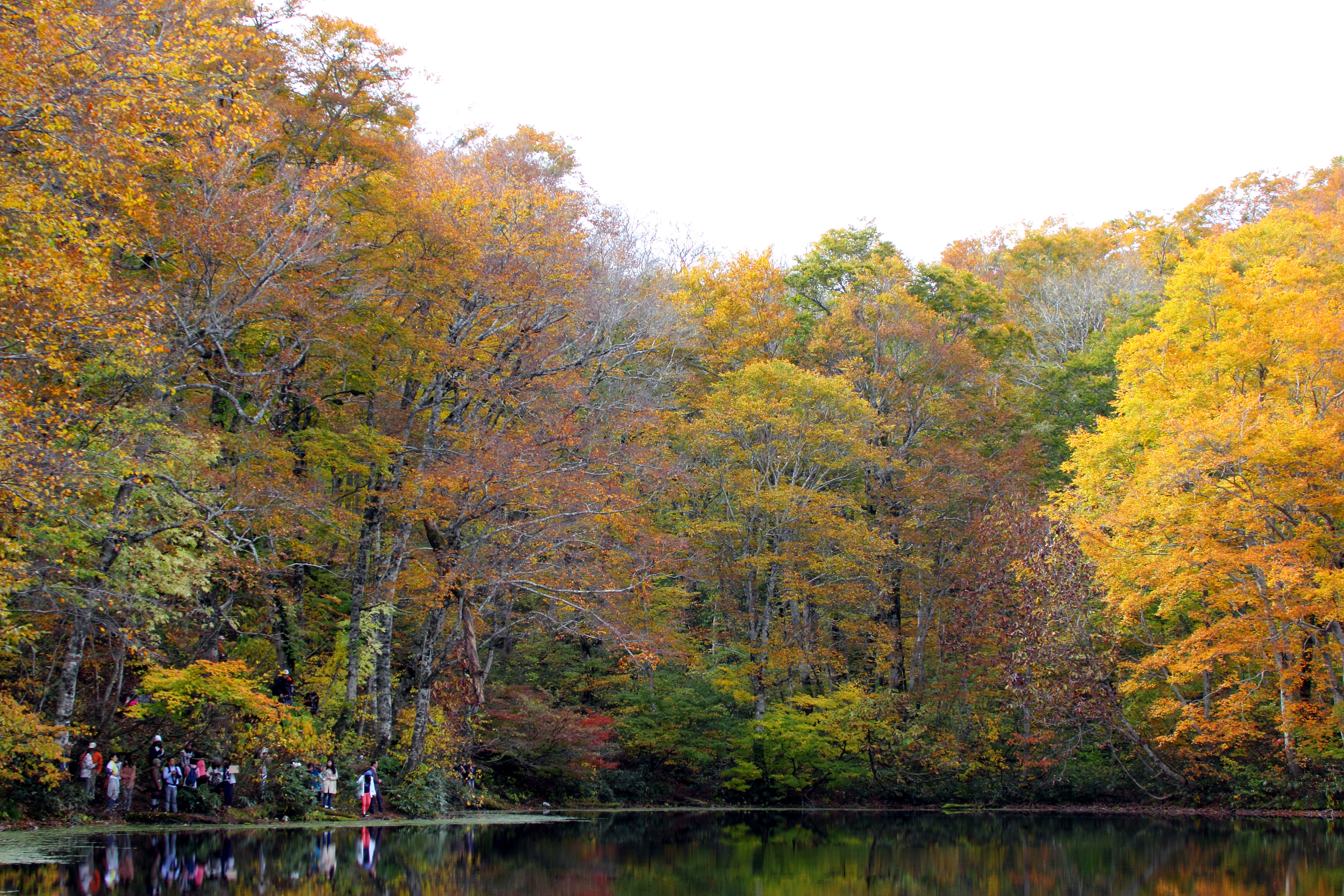
刈込池

- 立山（富山県）
- 兼六園（石川県金沢市）
- 永平寺（福井県永平寺町）
- 刈込池（福井県大野市）
- 龍双ヶ滝（福井県池田町）
- 上高地および周辺（大正池、乗鞍高原、乗鞍岳、白骨温泉、美ヶ原） （長野県松本市）
- 懐古園（長野県小諸市）
- 雲場池、塩沢湖、白糸の滝（長野県軽井沢町）
  - 岐阜県は飛騨・美濃紅葉三十三選を参照
- 梅ヶ島温泉・安倍峠（静岡県静岡市）
- 井川湖（静岡県静岡市）
- 白倉峡（静岡県浜松市）
- 修善寺虹の郷（静岡県伊豆市）
- 熱海梅園（静岡県熱海市）[注釈 2]
- 寂光院 (犬山市)（愛知県犬山市）
- 香嵐渓（愛知県豊田市足助町）
- 定光寺（愛知県瀬戸市）
- 赤目四十八滝（三重県名張市）

- 穂高連峰・涸沢岳
- 香嵐渓
- 刈込池

### 近畿地方
- 比叡山・延暦寺、坂本・日吉大社、園城寺、石山寺（滋賀県大津市）
- 湖東三山（滋賀県）
- 永源寺（滋賀県東近江市）
- 鷹峯（京都府京都市北区）
- 鞍馬周辺（貴船神社、叡山電鉄鞍馬線「もみじのトンネル」など）（京都府京都市左京区）
- 岩倉（京都市右京区）、一乗寺（京都市左京区）実相院、詩仙堂など
- 東山（南禅寺、永観堂、清水寺、東福寺など） （京都府京都市東山区）

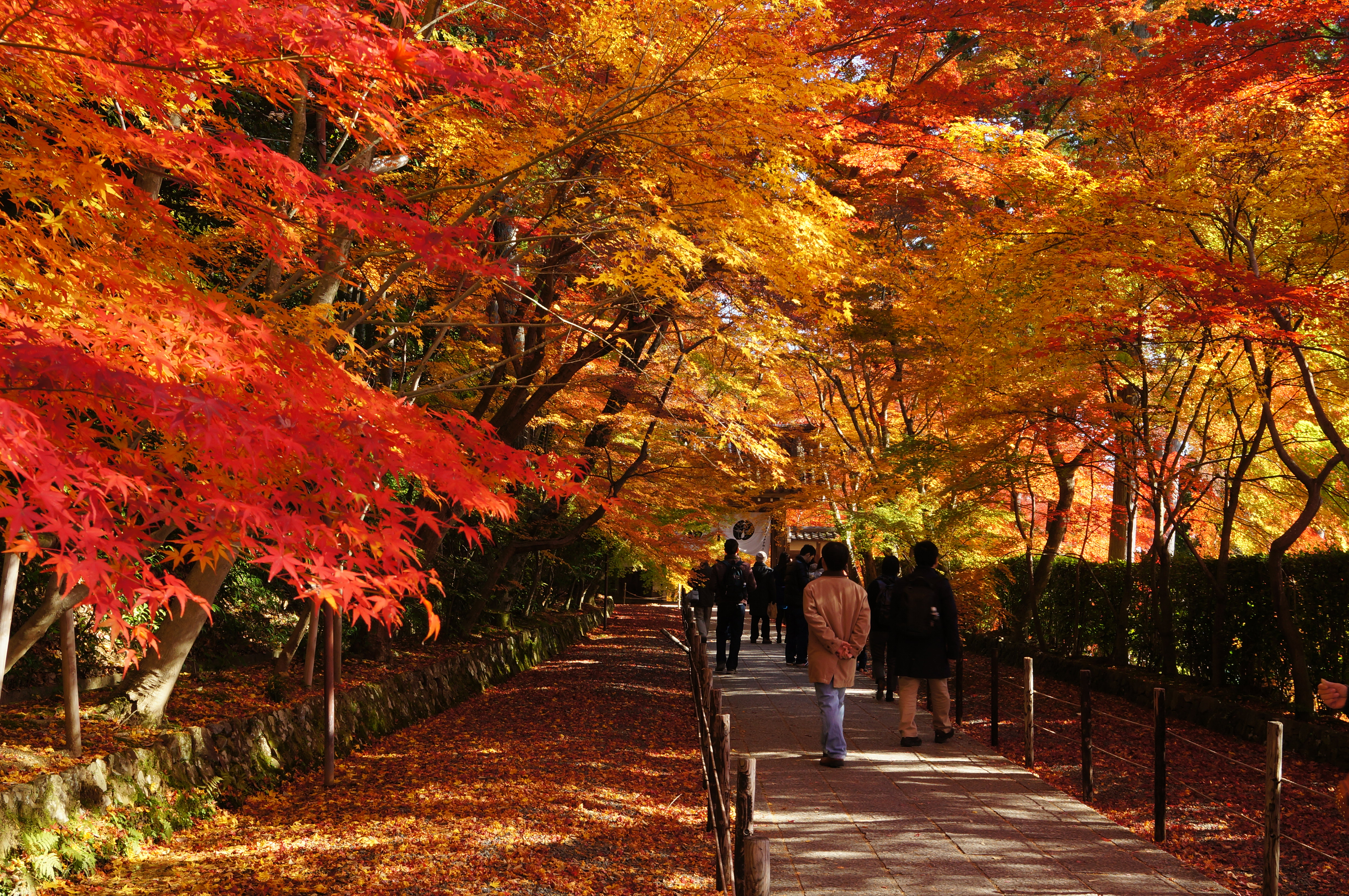
光明寺もみじ参道
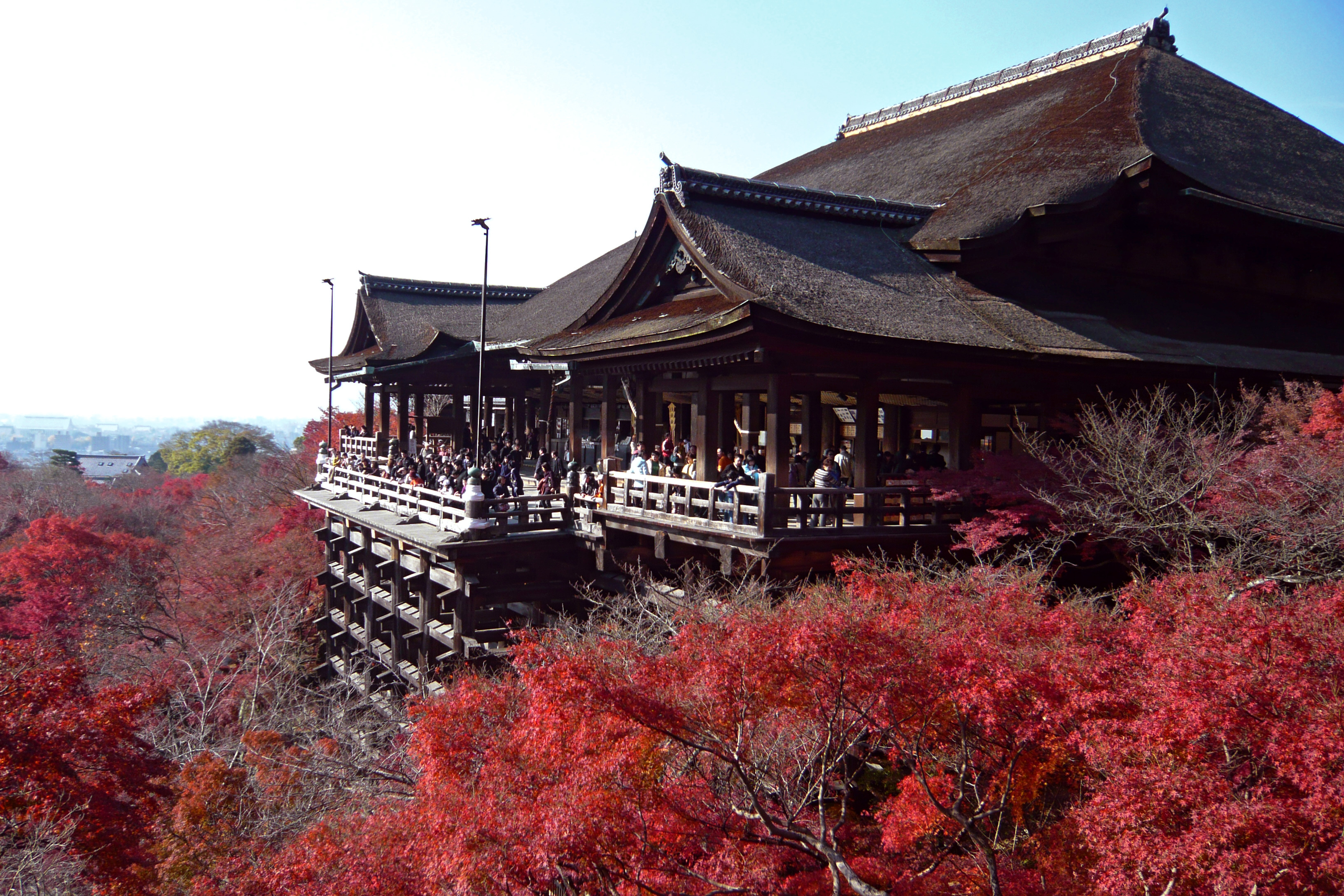
清水寺
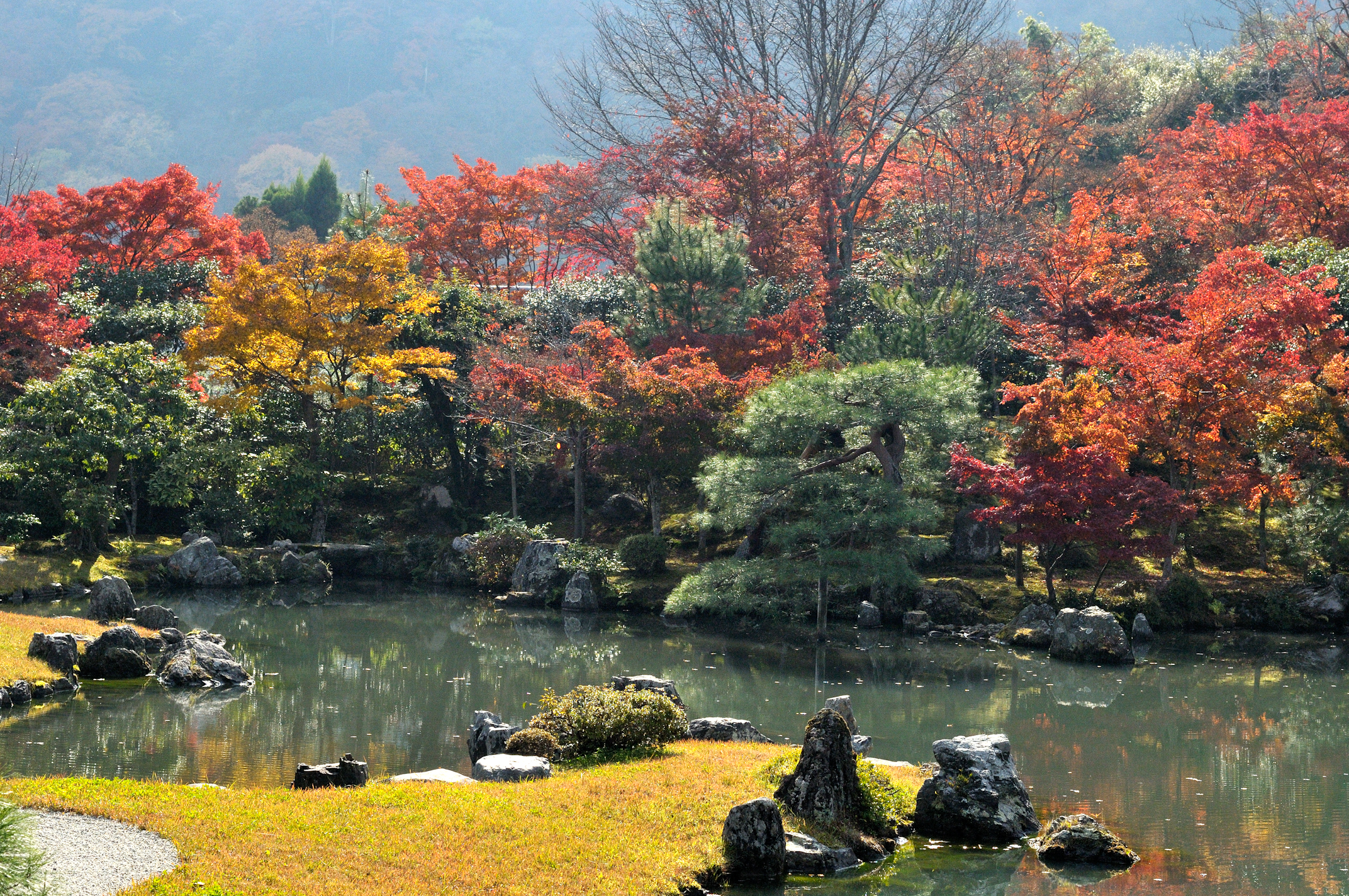
嵯峨野（天龍寺、常寂光寺、愛宕念仏寺ほか）、三尾（高雄神護寺・栂尾高山寺・槙尾西明寺の総称）、
- 大原（三千院など）（京都市左京区）
- 大原野（京都府京都市西京区）
- 光明寺（京都府長岡京市）
- 神峯山寺（大阪府高槻市）
- 箕面公園（大阪府箕面市）
- けいはんな記念公園（京都府相楽郡精華町）
- 慈眼院（大阪府泉佐野市）
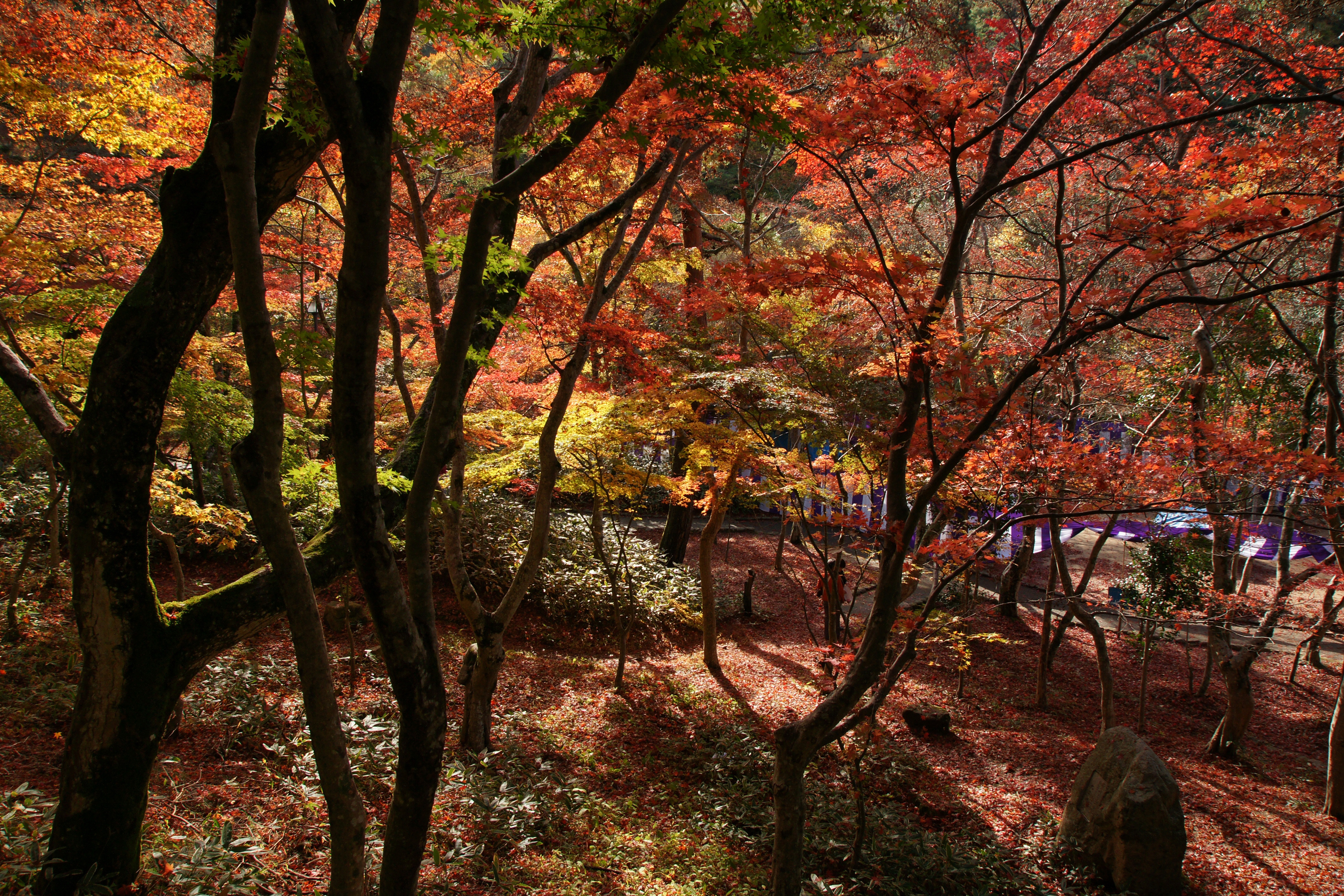
瑞宝寺公園、太山寺、再度公園、森林植物園、紅葉谷、須磨離宮公園（兵庫県神戸市）
- 書寫山圓教寺・好古園（兵庫県姫路市）
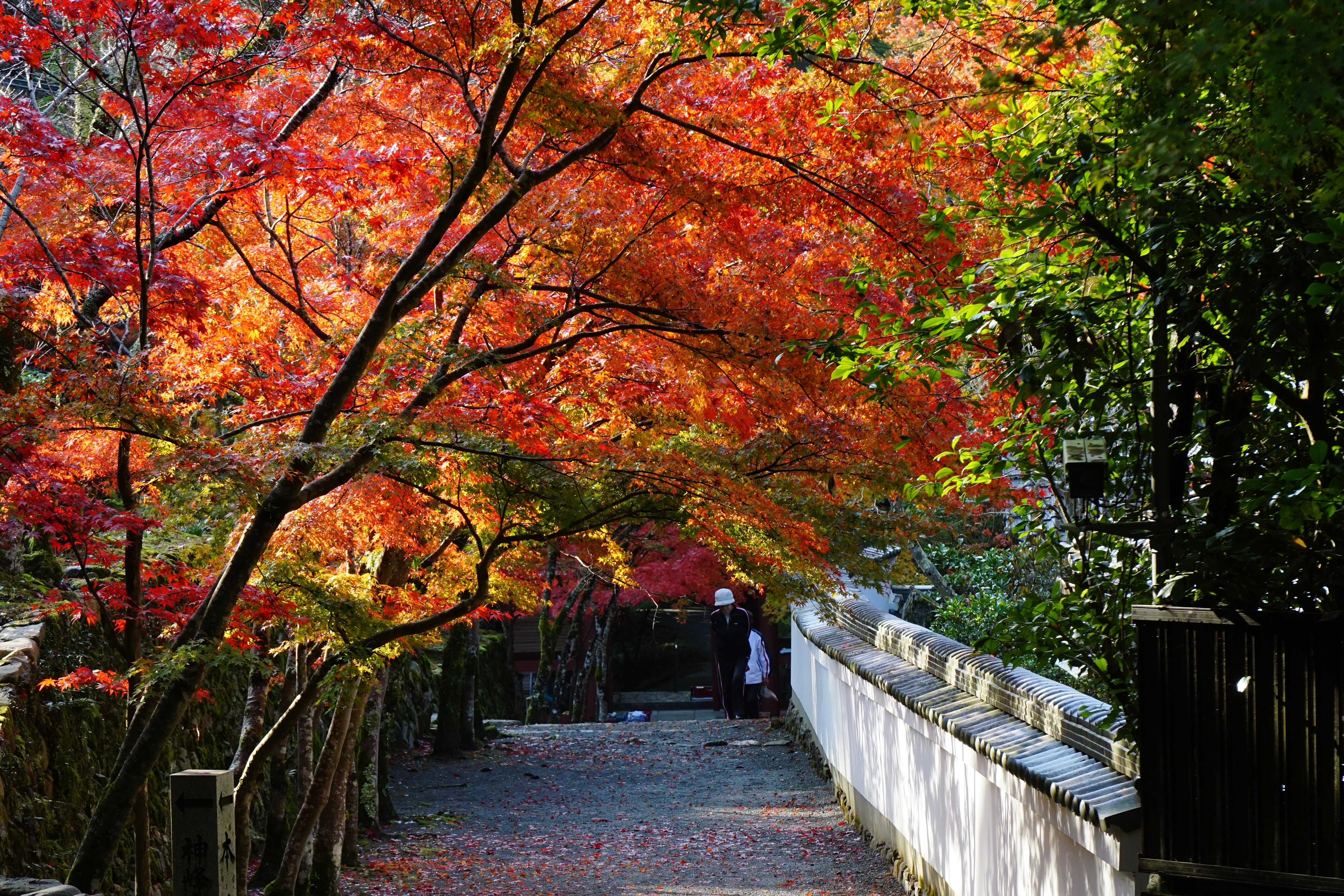
阿瀬渓谷、神鍋山、出石城跡、宗鏡寺（兵庫県豊岡市）
- 氷ノ山、原不動滝、福知渓谷（兵庫県宍粟市）
- 龍野公園の紅葉谷と聚遠亭（兵庫県たつの市）
- 霧ヶ滝渓谷、清正公園（兵庫県新温泉町）
- 奈良公園、正暦寺（奈良県奈良市）
- 談山神社、多武峰、長谷寺（奈良県桜井市）
- 室生寺（奈良県宇陀市）
- 竜田川・奈良県立竜田公園（奈良県斑鳩町）
- 高野山・金剛峯寺（和歌山県高野町）
- 和歌山城西之丸庭園（和歌山県和歌山市）
- 玉川峡（和歌山県橋本市）
- 大塔渓谷（和歌山県田辺市）
- 瀞八丁（和歌山県新宮市）

- 光明寺もみじ参道
- 清水寺
- 天龍寺庭園
- 瑞宝寺公園
- 神峯山寺参道

### 中国地方
- 雨滝（鳥取県鳥取市）
- 芦津渓、板井原集落、智頭宿・諏訪神社（鳥取県智頭町）
- 小鹿渓（鳥取県三朝町）
- 鍵掛峠（鳥取県江府町）
- 立久恵峡（島根県出雲市）
- 足立美術館（島根県安来市）
- 匹見峡（島根県益田市）
- 神庭の滝（岡山県真庭市）
- 奥津渓（岡山県鏡野町）
- 佛通寺（広島県三原市）
- 尾関山公園（広島県三次市）
- 帝釈峡（広島県庄原市）
- 紅葉谷公園（広島県廿日市市）
- 秋吉台（草紅葉）（山口県美祢市）
- 毛利氏庭園（山口県防府市）
- 功山寺（山口県下関市）

### 四国地方
- 大歩危、小歩危、三嶺（徳島県三好市）
- 寒霞渓（香川県小豆島町）
- 五色台の白峯寺、根香寺（香川県坂出市・高松市）
- 金刀比羅宮（香川県琴平町）
- 滑床渓谷、雪輪の滝（愛媛県宇和島市・松野町）

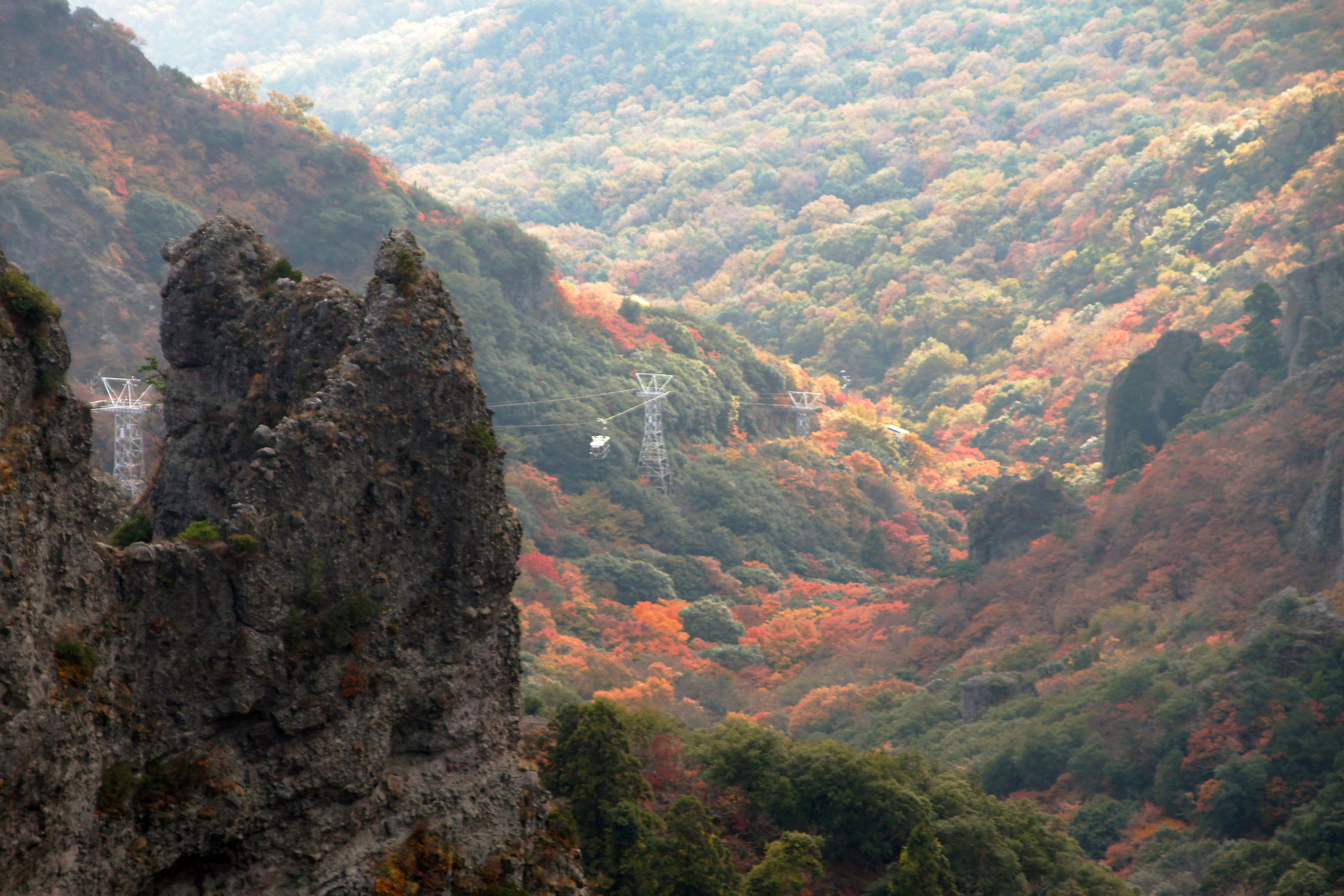
寒霞渓

- 面河渓（愛媛県久万高原町）
- 成川渓谷（愛媛県鬼北町）
- 黒尊渓谷（高知県四万十市）
- 轟の滝、西熊渓谷（高知県香美市）
- 魚梁瀬（高知県馬路村）
- 四万十川下流（草紅葉）（高知県）

- 寒霞渓

### 九州地方
- 九年庵（佐賀県神埼市）
- 菊池渓谷（熊本県菊池市）
- 緑仙峡、蘇陽峡（熊本県山都町）
- 球磨川（熊本県球磨村）
- 九酔渓（大分県九重町）

## 国外の主な紅葉の名所
日本国外にも、紅葉名所が多い。

### アフリカ

#### 南アフリカ
- ステレンボッシュ (オークの並木)

### アジア

#### 韓国
- 雪岳山

#### 台湾
- 陽明山国家公園
- 奧萬大国有森林保養地

#### 中国
- 関門山 (遼寧省本渓市)
- 九寨溝 (四川省)
- 香山公園 (北京市)

### アメリカ・北

#### カナダ
- オンタリオ州・ケベック州のメープル街道
- ケベック州のローレンシャン山脈
- ブリティッシュコロンビア州 バンクーバーのロブソン・ストリ－ト、ブリティッシュコロンビア大学など

#### 米国

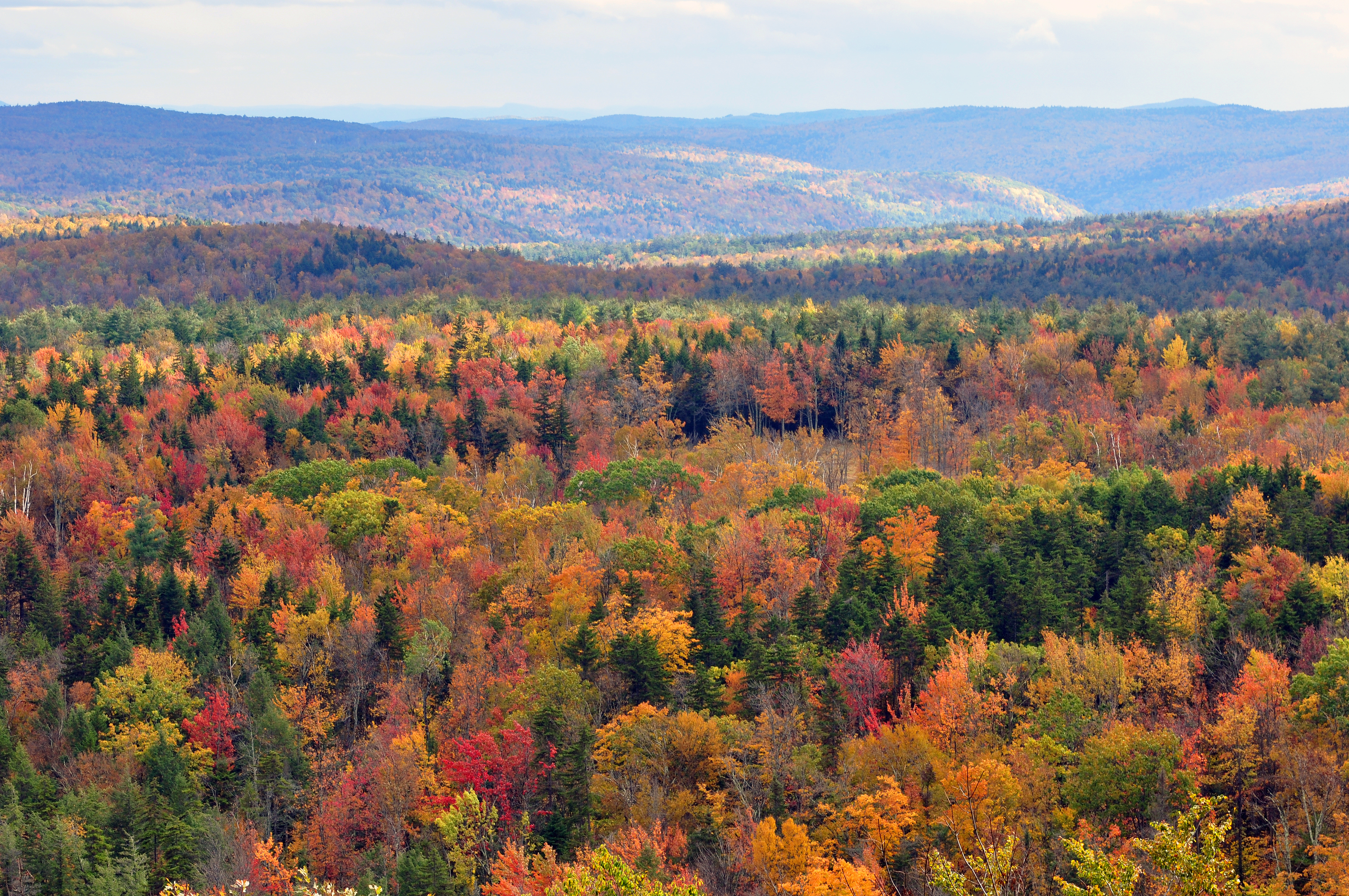
バーモント州道100号線沿いのホッグバック山からの秋の眺め

- アラスカ州のデナリ国立公園
- カリフォルニア州のイースタンシエラ（英語版）
- ニューヨーク州アップステート・ニューヨークのキャッツキル山地（ウッドストックなど）とアディロンダック山脈
- バーモント州バーモント州道100号（英語版）[15]
- 諸州：バージニア州・ケンタッキー州・ノースカロライナ州のブルーリッジ山脈 (など)：グレート・スモーキー山脈国立公園

### アメリカ・南

#### アルゼンチン
- パタゴニア

### オセアニア

#### オーストラリア
シドニー西郊外のグレーター・ブルー・マウンテンズ地域での紅葉、タスマニア島の在来種タングルフットブナの紅葉が見ごたえある。

#### ニュージーランド
- テカポ (南島)[17][18]

### ヨーロッパ

#### イタリア
- ボルツァーノ自治県

#### ウクライナ
- ザカルパッチャ州

#### 英国
- コッツウォルズ (イングランド)

#### クロアチア
- プリトヴィツェ湖群国立公園

#### ノルウェー
- サンドネス

#### フランス
- ロワール渓谷

#### ロシア
- エカテリンブルクと近郊のウラル山脈
- モスクワ東郊外の「黄金の環」
- サンクトペテルブルクの東郊外で、モスクワとの間を南北に走るヴァルダイ丘陵

#### 多国籍
- アルプス山脈 (スイス、オーストリア、イタリア)：レマン湖湖畔 (スイス) など
- ピレネー山脈 (フランス、スペイン) ：ガヴァルニー圏谷など

## 気象庁による観測
気象庁では、全国の気象官署で統一した基準により、イチョウ・カエデが黄葉・紅葉した日などの植物季節観測（生物季節観測）を行っており、観測する対象の木（標本木）を定めて実施している。
イチョウの黄葉日とは、標本木全体を眺めたときに、大部分の葉が黄色に変わった状態になった最初の日である。
カエデの紅葉日とは、標本木全体を眺めたときに、大部分の葉の色が赤色に変わった状態になった最初の日である。カエデは主としてイロハカエデを標本木としているが、イロハカエデが生育しない北海道では、イタヤカエデ、オオモミジ、ヤマモミジを観測する。
|        | 1961年 - 1990年 平年値 | 1961年 - 1990年 平年値 | 1961年 - 1990年 平年値 | 1991年 - 2020年 平年値 | 1991年 - 2020年 平年値 | 1991年 - 2020年 平年値 | 最早値   | 最早値   | 最晩値   | 最晩値   | 標本木   |
| 都市   | 黄葉日                 | 落葉日                 | 日数                   | 黄葉日                 | 落葉日                 | 日数                   | 黄葉日   | 落葉日   | 黄葉日   | 落葉日   |          |
| ------ | ---------------------- | ---------------------- | ---------------------- | ---------------------- | ---------------------- | ---------------------- | -------- | -------- | -------- | -------- | -------- |
| 釧路   | -                      | -                      | -                      | -                      | -                      | -                      | -        | -        | -        | -        | -        |
| 札幌   | 10月30日               | 11月09日               | 約10日                 | 11月04日               | 11月11日               | 約07日                 | 10月07日 | 10月30日 | 11月15日 | 11月19日 | イチョウ |
| 青森   | 10月28日               | 11月13日               | 約16日                 | 11月02日               | 11月17日               | 約15日                 | 10月15日 | 11月01日 | 11月12日 | 11月25日 | イチョウ |
| 仙台   | 11月06日               | 11月25日               | 約19日                 | 11月23日               | 12月05日               | 約12日                 | 10月25日 | 11月10日 | 12月08日 | 12月16日 | イチョウ |
| 新潟   | 11月01日               | 11月18日               | 約17日                 | 11月13日               | 11月26日               | 約13日                 | 10月15日 | 11月04日 | 11月24日 | 12月11日 | イチョウ |
| 金沢   | 11月12日               | 11月26日               | 約14日                 | 11月10日               | 11月23日               | 約13日                 | 10月14日 | 11月10日 | 11月30日 | 12月15日 | イチョウ |
| 東京   | 11月18日               | 11月23日               | 約05日                 | 11月23日               | 12月03日               | 約10日                 | 10月26日 | 11月11日 | 12月03日 | 12月14日 | イチョウ |
| 名古屋 | 11月17日               | 12月01日               | 約14日                 | 11月18日               | 12月03日               | 約15日                 | 11月02日 | 11月21日 | 12月01日 | 12月14日 | イチョウ |
| 大阪   | 11月14日               | 11月30日               | 約16日                 | 11月22日               | 12月04日               | 約12日                 | 11月02日 | 11月20日 | 11月29日 | 12月11日 | イチョウ |
| 広島   | 11月17日               | 12月01日               | 約14日                 | 11月15日               | 11月26日               | 約11日                 | 11月06日 | 11月18日 | 12月02日 | 12月12日 | イチョウ |
| 高知   | 11月05日               | 11月24日               | 約19日                 | 11月15日               | 12月02日               | 約17日                 | 10月24日 | 11月11日 | 12月06日 | 12月19日 | イチョウ |
| 福岡   | 11月02日               | 11月25日               | 約23日                 | 11月20日               | 12月04日               | 約14日                 | 09月25日 | 11月02日 | 12月11日 | 12月27日 | イチョウ |
| 鹿児島 | 11月19日               | 12月04日               | 約15日                 | 11月25日               | 12月06日               | 約11日                 | 10月22日 | 11月23日 | 12月12日 | 12月16日 | イチョウ |
| 那覇   | -                      | -                      | -                      | -                      | -                      | -                      | -        | -        | -        | -        | -        |

|        | 1961年 - 1990年 平年値 | 1961年 - 1990年 平年値 | 1961年 - 1990年 平年値 | 1991年 - 2020年 平年値 | 1991年 - 2020年 平年値 | 1991年 - 2020年 平年値 | 最早値   | 最早値   | 最晩値   | 最晩値   | 標本木       |
| 都市   | 紅葉日                 | 落葉日                 | 日数                   | 紅葉日                 | 落葉日                 | 日数                   | 紅葉日   | 落葉日   | 紅葉日   | 落葉日   |              |
| ------ | ---------------------- | ---------------------- | ---------------------- | ---------------------- | ---------------------- | ---------------------- | -------- | -------- | -------- | -------- | ------------ |
| 釧路   | 10月10日               | 10月27日               | 約17日                 | 10月16日               | 10月24日               | 約08日                 | 09月27日 | 10月08日 | 10月26日 | 11月14日 | イタヤカエデ |
| 札幌   | 10月18日               | 11月03日               | 約16日                 | 10月28日               | 11月05日               | 約08日                 | 09月26日 | 10月26日 | 11月11日 | 11月29日 | ヤマモミジ   |
| 青森   | 11月06日               | 11月15日               | 約11日                 | 11月13日               | 11月23日               | 約10日                 | 10月14日 | 11月06日 | 11月28日 | 12月02日 | イロハカエデ |
| 仙台   | 11月12日               | 11月30日               | 約18日                 | 11月21日               | 12月06日               | 約15日                 | 10月25日 | 11月10日 | 12月01日 | 12月17日 | イロハカエデ |
| 新潟   | 11月08日               | 11月25日               | 約17日                 | 11月15日               | 11月30日               | 約15日                 | 10月25日 | 11月13日 | 11月27日 | 12月13日 | イロハカエデ |
| 金沢   | 11月10日               | 11月29日               | 約19日                 | 11月24日               | 12月04日               | 約10日                 | 10月25日 | 11月18日 | 12月03日 | 12月17日 | イロハカエデ |
| 東京   | 11月28日               | 12月06日               | 約08日                 | 11月28日               | 12月13日               | 約15日                 | 11月08日 | 11月28日 | 12月05日 | 12月29日 | イロハカエデ |
| 名古屋 | 11月21日               | 12月10日               | 約19日                 | 11月28日               | 12月11日               | 約13日                 | 11月10日 | 11月23日 | 12月14日 | 12月31日 | イロハカエデ |
| 大阪   | -                      | -                      | -                      | 12月01日               | 12月13日               | 約12日                 | 11月22日 | 12月04日 | 12月10日 | 01月04日 | イロハカエデ |
| 広島   | 11月21日               | 12月11日               | 約20日                 | 11月22日               | 12月09日               | 約17日                 | 11月08日 | 11月20日 | 12月08日 | 01月06日 | イロハカエデ |
| 高知   | 11月23日               | 12月14日               | 約21日                 | 12月02日               | 12月23日               | 約21日                 | 11月08日 | 11月30日 | 12月13日 | 01月24日 | イロハカエデ |
| 福岡   | 11月11日               | 12月09日               | 約28日                 | 12月01日               | 12月14日               | 約13日                 | 10月12日 | 11月26日 | 12月16日 | 12月29日 | イロハカエデ |
| 鹿児島 | 11月26日               | 12月15日               | 約19日                 | 12月15日               | 12月24日               | 約09日                 | 10月22日 | 11月26日 | 01月14日 | 01月29日 | イロハカエデ |
| 那覇   | -                      | -                      | -                      | -                      | -                      | -                      | -        | -        | -        | -        | -            |